# Ferdinando Maria Saluzzo

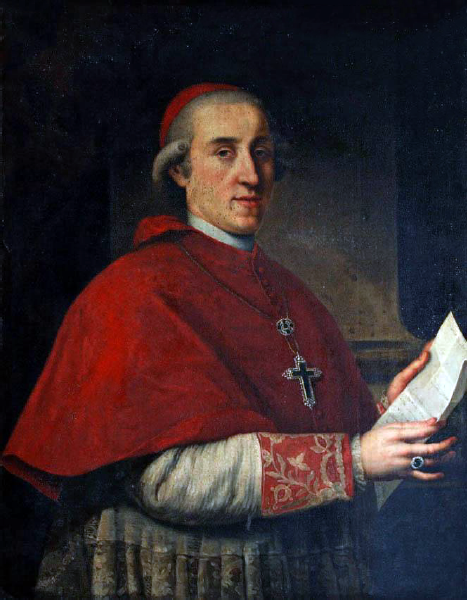
Kardinaal-aartsbisschop Saluzzo

Ferdinando Maria Saluzzo (Napels, 20 november 1744 – Rome, 3 november 1816) was een kardinaal van de Romeinse Curie; hij was ook diplomaat in Polen (1784-1794) en gouverneur van Urbino in de Pauselijke Staat (1794-1797).

## Levensloop
Saluzzo werd geboren in het koninkrijk Napels. Hij was een zoon van Giacome Saluzzo, prins van Santo Mauro en hertog van Corigliano en van Maria Francesca Pignatelli. Aan de Sapienza universiteit in Rome behaalde Saluzzo de graad van doctor utroque iure, doctor in zowel canoniek recht als burgerlijk recht (1767).
De jonge kerkjurist werkte als referendaris bij de pauselijke rechtbanken in Rome en als apostolisch protonotaris aan het pauselijk hof. In 1784 werd hij tot priester gewijd en hetzelfde jaar ontving hij de wijding tot titulair aartsbisschop van Teodosia. Nog in 1784 jaar wijzigde zijn titulair aartsbisdom in dat van Carthago (1784-1801).
De Curieprelaat ging in diplomatieke dienst van de paus. Van 1784 tot 1794 was hij apostolisch nuntius bij het koninkrijk Polen, deel van het Pools-Litouwse Gemenebest. Na de Tweede Poolse deling (1793) brak opstand uit, die geleid werd door Kościuszko. Saluzzo reisde terug naar de Pauselijke Staat. Hij kreeg het ambt van gouverneur van Urbino van 1794, tot Frankrijk quasi geheel Noord-Italië annexeerde als de Cisalpijnse Republiek (1797).
Na de chaos in de Pauselijke Staat door de ontvoering van paus Pius VI en zijn dood in Valence (1799), kwam paus Pius VII aan de macht. Pius VII beloonde Saluzzo met de kardinaalshoed. Saluzzo werd kardinaal-priester van Santa Maria del Popolo (1801-1804), camerlengo van het College van Kardinalen (1803-1804) en kardinaal-priester van de Sint-Anastasia (1804-1816) in Rome. Kardinaal Saluzzo weigerde aanwezig te zijn bij het huwelijk van keizer Napoleon Bonaparte met Marie Louise (2010). Als straf moesten hij en de andere weigeraars onder de kardinalen in het zwart gekleed gaan. Saluzzo was een van de ‘cardinaux noirs’ of Zwarte Kardinalen.
Na zijn dood (1816) werd Saluzzo begraven in zijn titelkerk van Sint-Anastasia.
- International Standard Name Identifier: 0000 0000 6235 0971
- Istituto Centrale per il Catalogo Unico: UM1V047559
- Virtual International Authority File: 89054756